# Tatiana Borissovna Dmitrieva
Tatiana Borissovna Dmitrieva (en russe : Татьяна Борисовна Дмитриева), née le 21 décembre 1951 à Ivanovo et morte le 1er mars 2010 à Moscou est une psychiatre et femme politique russe. Elle exerce la fonction de Ministre de la Santé de 1996 à 1998 et est députée de la Douma. 

## Biographie
Elle est membre de l'Académie russe des sciences médicales et ministre de la Santé d'août 1996 à mai 1998. Elle dirige ensuite le Centre de recherche d'état Serbski (en) pour la psychiatrie sociale et médico-légale à Moscou,. Ce centre, responsable de la psychiatrie médico-légale pour les tribunaux pénaux, est connu pour avoir été un des outils de la psychiatrie punitive du temps de l'Union soviétique, de nombreux dissidents y ayant été abusivement internés. Interrogée à ce sujet en 1997, Tatiana Dmitrieva affirme que ce n'aurait été le cas qu'exceptionnellement et que les diagnostics psychiatriques attribués aux dissidents auraient été « presque tous justes ».   
Tatiana Borissovna Dmitrieva est également chef du département de psychiatrie sociale et médico-légale à l'Académie de médecine Sechenov de Moscou et vice-présidente de la Société russe des psychiatres et narcologues. 
Elle meurt le 1er mars 2010 et est inhumée au cimetière Troïekourovskoïe.